# Lappeenranta
Lappeenranta (szw. Villmanstrand) – miasto, leżące w południowo-wschodniej Finlandii nad jeziorem Saimaa, ok. 30 km od granicy z Rosją. Lappeenranta liczy około 73 000 mieszkańców i jest 13. pod względem liczby ludności miastem w Finlandii.

## Ludność
Liczba mieszkańców w różnych latach:
| - 1987 – 53 780 - 1990 – 54 941 - 1997 – 57 196 - 2000 – 58 041 | - 2002 – 58 707 - 2003 – 58 897 - 2004 – 58 982 - 2008 – 70 313 |

## Transport
Lappenranta jest połączana z sąsiednimi miastami za pomocą sieci dróg i linii kolejowych (stacja Lappeenranta). Podczas sezonu letniego istnieje połączenie wodne po jeziorze Saimaa do rosyjskiego miasta Wyborg. W Lappeenrancie znajduje się także lotnisko, jednak aktualnie obsługuje jedynie loty czarterowe.

## Przemysł
20% mieszkańców Lappeenranty zatrudnionych jest w przemyśle. Największymi pracodawcami w tym sektorze są zakład papierniczy UPM-Kymmene, producent materiałów izolacyjnych Paroc, zakład przetwórstwa wapienia Nordkalk oraz producent słodyczy Fazer.

## Edukacja
W Lappeenrancie znajduje się szereg szkół różnego stopnia. Największą placówką edukacyjną jest uniwersytet techniczny (Lappeenrannan teknillinen yliopisto), na którym studiuje na różnych kierunkach (głównie technicznych i biznesowych) ponad 5000 studentów.

Uniwersytet Technologii w Lappeenrancie

## Sport
- Saimaan Pallo (w skrócie SaiPa) – klub hokejowy

## Turystyka
Lappeenranta jest jednym z najchętniej odwiedzanych fińskich miast. Główną atrakcją turystyczną są pozostałości fortyfikacji z końca XVIII wieku. W Lappeenrancie znajduje się także uzdrowisko z początku XIX wieku, liczne muzea oraz najstarsza w Finlandii cerkiew.
Lappeenranta jest ponadto centrum turystyki wodnej. Mieści się w niej największy w Finlandii port śródlądowy, z którego w sezonie letnim wypływają liczne rejsy turystyczne po jeziorze Saimaa oraz poprzez Kanał Saimaański do pobliskiego Wyborga i Petersburga.
Ze względu na bliskie sąsiedztwo z Rosją, Lappeenranta była modnym miejscem zaopatrywania się w towary luksusowe dla Rosjan.

### Zabytki
- Twierdza Lappeenranta, na jej terenie:
  - Muzeum Południowej Karelii (fiń. Etelä-Karjalan museo),
  - Muzeum Sztuki (fiń. Lappeenrannan taidemuseo),
  - cerkiew Opieki Matki Bożej, najstarsza świątynia prawosławna w Finlandii[2];
- Kościoły luterańskie: Lappeen Marian kirkko i Lappeenrannan kirkko.

## Znani ludzie
- Laila Hirvisaari (wcześniej Laila Hietamies) – autorka książek o Lappeenrancie i jej mieszkańcach.
- Jan Kajus Andrzejewski – powstaniec warszawski
- Battlelore – fińska grupa muzyczna inspirująca się dziełami Tolkiena
- Kotiteollisuus – popularny fiński zespół rockowy
- Mokoma – znany fiński zespół (metal)
- Satanic Warmaster – zespół black metalowy[3]
- Horna – zespół black metalowy[4]
- Vesa Vierikko – aktor
- Christian Ruuttu – w latach 90. gracz hokeja w lidze NHL

## Miasta partnerskie
- Rakvere, Estonia
- Stykkishólmur, Islandia
- Drammen, Norwegia
- Örebro, Szwecja
- Kolding, Dania
- Klin, Rosja
- Wyborg, Rosja
- Schwäbisch Hall, Niemcy
- Szombathely, Węgry
- Lake Worth, Stany Zjednoczone